# Albert F. Mummery
Albert Frederick Mummery (Dover, 10 de setembro de 1855 - Nanga Parbat na zona ocidental dos Himalaias, no Paquistão, 24 de agosto de 1895) foi um escritor e alpinista britânico, reconhecido por ter feito algumas célebres primeiras ascensões nos Alpes.

## Economista
Filho de uma família de ricos industriais do curtume estabelecida em Dover, (o pai foi presidente da localidade), Albert Mummery estudou economia e passava férias nos Alpes onde se interessou pelo alpinismo.
Como economista colaborou com John A. Hobson para escrever The Physiology of Industry sobre a teoria do intervencionismo estatal para lutar contra a depressão ligada ao excesso da poupança.
Paralelamente a esta formação, era um bom escritor e o seu My climbs in the Alps and Caucasus teve uma grande influência na literatura alpina de antes da guerra. Em França uma edição de bolso saiu com o título Le Roi du rocher.

## Alpinista
Foi a partir de 1871 que Albert F. Mummery se interessou pelo alpinismo depois de ter conhecido o guia de montanha valaisano Alexander Burgener, e deixou o seu nome na fenda de Mummery na Agulha do Grépon. Toda uma série de ascensões nos Alpes foram feitas conjuntamente com Geoffrey Winthrop Young.
- 1879 - Aresta de Zmutt no Matterhorn com Alexandre Burgener, Johann Petrus e  Augustin Gentinetta
- 1880 - Travessia do colo do Lion de Zermatt a Breuil-Cervinia com Alexandre Burgener
- 1880 - Aiguille des Grands Charmoz, com Alexandre Burgener e B. Venetz
- 1881 - Vertente Charpoua da aiguille Verte pelo corredor em Y com Alexandre
- 1881 - Aiguille du Grépon pela aresta Norte com Alexandre Burgener e Benedikt Venetz
- 1887 - Aresta O-SO, a aresta do Diabo no Täschhorn com Alexandre Burgener e Franz Andermatten
- 1888 - O Dykh-Tau, no Cáucaso (segunda montanha mais alta da Europa)
- 1892 - Primeira travessia norte-sul da aiguille du Grépon com John Norman Collie, G. Hastings e G. Pasteur
- 1893 - Vertente SO da aiguille du Plan com G. Hastings, John Norman Collie e W.C. Slingsby
- 1893 - O dent du Requin com G. Hastings, John Norman Collie e W.C. Slinsby
- 1894 - O Colo de les Courtes com G. Hastings e John Norman Collie

## Morte
Em 1895 A.F. Mummery  decide fazer uma expedição ao Nanga Parbat na zona ocidental dos Himalaias, no Paquistão, caracterizada por ser ligeira em número de alpinistas e carregadores é na realidade a primeira tentativa de ascensão de um oito mil metros, ascensão da qual faziam parte  John Norman Collie, Geoffrey Hastings, Albert Mummery et deux porteurs Gurkhas, Ragobir and Goman Singh.
Albert F. Mummery morreu, assim como dois carregadores Sherpa levados por uma avalancha quando faziam o reconhecimento da face do Rakhiot, e a expedição não prosseguiu a ascensão. A primeira ascensão do  Nanga Parbat foi realizada em 3 de julho de 1953 pelo alpinista austríaco Hermann Buhl e a sua equipe alemã de montanhismo.